# Palácio do Bispo (Wells)
O Palácio do Bispo, e a Casa dos Bispos, fica situado em Wells, no condado de Somerset, emInglaterra, ao lado da Catedral de Wells. Foi o lar dos Bispos da Diocese de Bath e Wells há 800 anos. É um edifício designado pelo English Heritage como Listed building de Grau I.
A construção do palácio começou por volta de 1210 pelos bispos Jocelin de Wells e Reginald Fitz Jocelin. A capela e o grande salão foram adicionados pelo bispo Robert Burnell entre 1275 e 1292. As paredes, o portão e o fosso foram adicionados no século XIV pelo bispo Ralph de Shrewsbury. A casa dos bispos foi acrescentada no século XV pelo bispo Thomas Beckington. O grande corredor ficou em ruínas e foi parcialmente demolido por volta de 1830.
O palácio foi originalmente cercado por um parque de cervos medieval. Quando as paredes foram construídas, os fluxos fluviais foram desviados para transformar o fosso num reservatório. Na década de 1820, os terrenos no interior dos muros foram plantados e transformados em jardins pelo bispo George Henry Law, que criou uma lagoa reflectora perto das nascentes. Partes dos edifícios ainda são usados como residência pelo actual bispo, no entanto, grande parte do palácio é usado para funções públicas e como atracção turística.